# Frauenkloster Admont
Das Frauenkloster Admont war ein dem Stift Admont in Österreich vom Beginn des 12. Jahrhunderts bis in die Reformationszeit angeschlossener Nonnenkonvent, der neben der benediktinischen Männerabtei bestand. Das Stift bildete zu dieser Zeit unter der Führung des Abtes des Mönchskonventes ein Doppelkloster mit einer Magistra genannten Oberin für den Frauenkonvent.

## Geschichte
In den ersten Jahren nach der Amtseinführung des Abtes Wolfhold zwischen 1116 und 1120 erfolgte in Admont die Gründung eines Benediktinerinnenkonventes. Die Gründung eines solchen Doppelklosters war in der damaligen Zeit keine Seltenheit und ist besonders von den Klöstern der Benediktiner, der Prämonstratenser und der Augustiner-Chorherren bekannt. Für den österreichischen Raum seien Salzburg, Gurk, die Abtei Seckau, Klosterneuburg, St. Pölten, St. Florian, Melk, Göttweig, Seitenstetten, St. Peter und die Benediktinerabtei Michaelbeuern erwähnt.

### Doppelklosterwesen im frühen Mönchtum
Bereits im frühen östlichen Mönchtum ist diese Erscheinungsform der Klöster bekannt. Auch in merowingisch-fränkischer Zeit sind Doppelklöster bekannt, hier handelte es sich aber oft um Frauenklöster mit angeschlossenem Männerkonvent. Grund für diese Doppelklöster der Frühzeit waren in den meisten Fällen Familienbekehrungen, die natürlich Klöster für Männer und Frauen bedingten. Besonders im angelsächsischen Raum des 7. und 8. Jahrhunderts kam es vermehrt zur Gründung von Doppelklöstern, die fallweise auch unter weiblicher Führung standen (ductrix/mater spiritalis – Führerin/geistliche Mutter).
Mit dem Aufkommen der (Jung-)Cluniazenser und der Kanonikerreform der Augustiner-Chorherren schlossen sich in vielen Fällen Frauen (manchmal auch mit anderer Klosterregel) an die reformierten Männerklöster an, wie es auch in Admont nach dem Einsetzen der Hirsauer Reform der Fall war. Das Kloster Hirsau selbst mied zwar die Einrichtung eines Doppelklosters: die ursprünglich dem Konvent angeschlossenen Nonnen wurden bereits vor 1079 – also vor der Übernahme des Ordo Cluniacensis – nach Kentheim übersiedelt. Dennoch kann das „Doppelklosterinstitut“, wie es Kassius Hallinger nennt, als ein Kennzeichen der Hirsauer Reform bezeichnet werden. Hirsau und St. Blasien kannten und förderten ab dem Ende des 11. Jahrhunderts die Angliederung von Frauen an die Männerkonvente, während das Reichsmönchtum und die Zisterzienser dieser Einrichtung ablehnend gegenüberstanden.
Die Vorteile des Doppelklosterwesens liegen auf der Hand: Die Unterstützung der Nonnen hinsichtlich geistlicher Begleitung, Sakramentenspendung und Messfeier wurde erleichtert. Zudem waren es Priester derselben spirituellen Prägung, die den Schwestern zur Seite standen. Weiters konnten die Mönche den wesentlich strenger klausurierten Nonnen in wirtschaftlichen Angelegenheiten, Bereitstellung des Lebensunterhaltes, Verwaltung und in Rechtsfragen behilflich sein. (Vgl. Wichner, Jakob, Nonnenkloster, S. 76. Wichner schreibt an dieser Stelle – wohlgemerkt im Jahre 1881 –, dass „von einer selbständigen Stellung der Frauen, von einer Emancipation im heutigen Sinne, keine Rede“ sein könne).

### Frühgeschichte und Lebensweise der Nonnen
Über die Herkunft der ersten Admonter Nonnen ist wenig bekannt. Das Salzburger Stift Nonnberg oder aber Schwaben gelten als möglich. Bekannt ist hingegen, dass das Kloster den Heiligen Rupert und Martin geweiht war und sich in der Nähe des Männerklosters am anderen Ufer des Admontbaches befand. Die Geschäfte des Nonnenklosters wurden durch einen Mönch, den sogenannten „Frauenkämmerer“ geführt, der der „Camera dominarum“, der Klosterverwaltung der Nonnen, vorstand. Der Frauenkonvent war also völlig dem Abt untergeordnet.
Um allfälligen Verdächtigungen vorzubeugen, wurden strenge Maßregeln ergriffen: Zum Kloster der Nonnen führte lediglich eine einzige Tür, die nur bei gleichzeitiger Verwendung dreier Schlüssel geöffnet werden konnte, deren einen die Magistra, einen der Prior des Männerklosters und einen der „claviger dominarum“ („Schlüsselträger der Frauen“), ein bejahrter Mönch, innehatte. Diese Türe wurde nur zum Eintritt einer Schwester, zu ihrer Profess, zu Versehgängen und bei Begräbnissen geöffnet. Sprechkontakt war nur über ein vergittertes, zur Nonnenkirche führendes Fenster möglich, durch das die Schwestern auch jeden Samstag dem Abt oder Prior die Beichte ablegten. Vor diesem Fenster sitzend hielt auch der geistliche Vater den Schwestern Vorträge bzw. nahm der Abt an wichtigen Kapitelsitzungen teil. Auch die Professformel der Admonter Nonnen unter Abt Gottfried ist uns überliefert und soll hier angeführt werden: „Ich geheize gehorsam unserm herrn dem apt Gotefride unte allen din, die mir nach ime gebieten sullen unte staetehait dirre steten (diesem Ort) ze Admunt unte disen heiligen unce (bis) an den tot umbe den ewigen lib.“
Neben ihrem Chordienst verrichteten die schreibkundigen Schwestern („sorores literatae“ im Unterschied zu den „sorores illiteratae“) auch Tätigkeiten in ihrem Skriptorium; Zeugnisse dafür finden sich auch heute noch in einigen Admonter Handschriften. Auch Abt Irimbert erwähnt in seinem Richterbuchkommentar ausdrücklich die Mithilfe zweier Schwestern, die seine Vorträge mitgeschrieben hatten.

### Blütezeit des Klosters
Das Admonter Nonnenkloster errang sich sehr schnell einen hervorragenden Ruf. Bereits im Jahre 1134 wurde daher dem Abt Wolfold von Erzbischof Konrad von Salzburg das Kärntner Frauenstift St. Georgen am Längsee zur Reform übergeben. Dieser sandte sogleich rund 20 Nonnen mit einer Äbtissin Uta an der Spitze dorthin und vertrieb die „verweltlichten Nonnen“ aus St. Georgen. 1156 wurden auf Wunsch Bischof Eberhards von Bamberg Admonter Nonnen in das Kloster Bergen geschickt. Als Irimbert 1160 das Abtsamt in Michaelsberg antrat, besuchte er auf seiner Reise nach Bamberg die Nonnen in Bergen und meldete seinem Bruder, dass sich dort „der Geist des Ordens […] in herrlicher Blüte“ entfalte. 1168 reformierten die Nonnen auf Befehl Kaiser Friedrichs I. die Abtei Neuburg bei Ingolstadt. Alle diese Klöster unterstanden dem Abt von Admont, der die Bestätigung zur Äbtissinnenwahl vorzunehmen hatte. Die neuen Vorsteherinnen mussten ihm bei der Benediktion Gehorsam und Unterwerfung versprechen. Aber auch Postulationen aus dem Kreise der Admonterinnen fanden statt: 1203 wurde beispielsweise die Nonne Ottilia als Äbtissin nach Göß postuliert, wo sie 1231 starb.
Im Jahre 1139 wurde den Admonter Nonnen sogar Lob aus päpstlichem Munde zuteil: Die Nonnen hatten – so vermutet Tomek – Papst Innozenz II. die Lebensbeschreibung einer verstorbenen Admonter Magistra zukommen lassen, in der deren heiligmäßiger Lebenswandel und ihre Regeltreue ausführlich beschrieben werden. Aus dem Text geht auch hervor, dass sie die erste Magistra in Admont war – Abt Wolfhold hätte sie vom Nonnberg nach Admont gerufen und die dort lebenden Inklusinnen zu einem Konvent vereinigt. Innozenz bedankte sich, ermunterte die Schwestern zum Fortschritt im Vollkommenheitsstreben und lobte sie wegen ihrer vorzüglichen Lebensführung. (Vgl. Tomek, Ernst, Geschichte, S. 248–253; „Für die Nachricht über Eure Regeltreue und Euren ehrbaren Wandel sagen wir heißen Dank dem allmächtigen Gott, der im schwachen Geschlechte so standhafte Tugend erweckte, Euch so in seiner Liebe befestigt und so zu sagen mit männlicher Kraft zu seinem heiligen Dienste ausgerüstet hat. Darum braucht Ihr, in Christo geliebte Töchter, nicht erst eine Ermahnung, dass Ihr beginnen und die Hand an den Pflug legen sollt, sondern nur die Mahnung, dass Ihr gemäß dem Apostelwort das, was hinter Euch liegt, vergesset und Euch mit Gottes Hilfe bemühet, den Preis der himmlischen Auserwählung zu erlangen.“)
Erwähnenswert erscheint auch der Umstand, dass (um 1140) mit Sophia eine Tochter des ungarischen Königs Béla II. gegen den Willen ihrer Verwandten in den Admonter Nonnenkonvent eintrat. Trotz mehrfacher Versuche ihres Bruders Géza II., sie wieder aus dem Kloster herauszuholen, blieb sie in Admont.
1144 ließ Abt Gottfried für die Nonnen ein neues Kloster südlich der Männerabtei errichten. Dieses Gebäude blieb wie durch ein Wunder beim großen Klosterbrand 1152 erhalten.

#### Weitere Admonter Nonnen
- Kunigunde († um 1139), Tochter des Grafen Berthold II. von Andechs
- Agnes, Gräfin von Dießen-Wolfratshausen
- Willibirg von Steyr († 1145), Witwe nach Graf Ekbert II. von Formbach-Pitten
- (?) Sophie aus dem Hause der Welfen († vor 1147), Witwe nach Markgraf Leopold I. von Steyr
- Kunigunde von Vohburg († 1184), Witwe nach Markgraf Ottokar III. von Steyr
- Bertha und Chunigundis, beide Töchter des Grafen Liutold I. von Plain († 1164)
- Sophie von Weichselburg († 1256), Witwe nach Markgraf Heinrich von Istrien

### Niedergang
Gegen Ende des 13. Jahrhunderts begann der allmähliche Niedergang der monastischen Tradition des Nonnenklosters. Im 15. Jahrhundert – wie sich anhand verschiedener Visitationsrezesse beobachten lässt – muss er bereits weit fortgeschritten sein. In der Reformationszeit (um 1566) starb das Frauenkloster schließlich aus. Von den Baulichkeiten hat sich ein Teil bis heute erhalten.

## Nachweise
- Remiremont, Chelles, Farmoutiers u. a. Vgl. dazu: Karl Suso Frank: Doppelklöster. In: Walter Kasper (Hg.): Lexikon für Theologie und Kirche, Bd. 3 (Dämon – Fragmentenstreit), Freiburg i. Br. 3/1995, Sp. 338.
- Kassius Hallinger: Gorze-Kluny. Studien zu den Monastischen Lebensformen und Gegensätzen im Hochmittelalter Bd. 1, Graz 1971, S. 258, auch: S. 353, S. 454 und 490.

Koordinaten: 47° 34′ 33″ N, 14° 27′ 38″ O